# Luiz Carlos Maciel
Luiz Carlos Maciel (Porto Alegre, 15 de março de 1938 - Rio de Janeiro, 9 de dezembro de 2017) foi um filósofo, escritor, jornalista e roteirista brasileiro.

## Biografia
Recebeu seu nome em homenagem a Luís Carlos Prestes.
Formou-se em filosofia em 1958, pela Universidade do Rio Grande do Sul. Enquanto estudava, foi diretor e ator amador de teatro - participou dos grupos Clube de Teatro, Teatro Universitário e Teatro de Equipe. Em 1959 recebeu uma bolsa de estudos para a Escola de Teatro da Universidade da Bahia. Nessa ocasião, conheceu Gláuber Rocha, João Ubaldo Ribeiro e Caetano Veloso, entre outros. Foi, inclusive, o ator principal do curta-metragem de Glauber, A cruz na praça.
Em 1960 recebeu nova bolsa de estudos, desta vez da Fundação Rockefeller, para o Carnegie Institute of Technology, em Pittsburgh, nos Estados Unidos da América, onde estudou direção teatral e realização de roteiros, durante dezoito meses. Na volta a Salvador, foi professor da Escola de Teatro, tendo dirigido diversas peças.
Em 1964 mudou-se para o Rio de Janeiro, onde lecionou no Conservatório Dramático Nacional e trabalhou em jornais locais, entre eles Jornal do Brasil, Última Hora e na revista Fatos & Fotos.
Conhecido como o "guru da contracultura", destacou-se nos anos 1960 e 70 com suas ideias sobre o underground. Foi um dos fundadores do jornal O Pasquim, em 1969. Em 1970, juntamente com a maioria da equipe de O Pasquim, foi preso pelas autoridades militares da época, e passou dois meses na Vila Militar, no Rio.
Editou também o semanário contra-cultural Flor do Mal, e foi diretor de redação do semanário Rolling Stone. Trabalhou durante vinte anos na Rede Globo, exercendo funções de roteirista, redator, membro de grupos de criação de programas e de analista e orientador de roteiros.
Em 1979 colaborou no semanário Enfim e, no ano seguinte, na revista Careta, ambos editados por Tarso de Castro. Em 1984 dirigiu o espetáculo musical Baby Gal, com a cantora Gal Costa, e a peça Flávia, cabeça, tronco e membros, de autoria de Millôr Fernandes.
Em 1987 voltou a lecionar, principalmente cursos de roteiro. Em 1991 dirigiu as peças Boca molhada de paixão calada, de Leilah Assumpção, e Brida, de Paulo Coelho. Em 1998, seu roteiro para o filme de longa-metragem Dolores recebeu um prêmio concedido pelo Ministério da Cultura.
Era casado desde 1976 com a atriz Maria Cláudia.
Maciel morreu em 9 de dezembro de 2017, vítima de falência múltipla de órgãos.

## Obras
- Samuel Beckett e a solidão humana
- Sartre, vida e obra
- Nova consciência
- Negócio seguinte
- A morte organizada
- anos 1960
- Eles e Eu — Memórias de Ronaldo Bôscoli (com Ângela Chaves)
- Geração em transe, memórias do tempo do tropicalismo
- Dorinha Duval, em busca da luz (com Maria Luiza Ocampo)
- As quatro estações
- Negócio Seguinte
- Sol da Liberdade (com Patrícia Marcondes de Barros)